# Latinus Silvius
Latynus Sylwiusz (łac. Latinus Silvius) – mityczny król Alba Longa. Syn Eneasza Sylwiusza, wnuk Sylwiusza i prawnuk Askaniusza, potomek Eneasza ojciec Alby. Miał panować przez 50 lat i założyć kilka miast wchodzących w skład Związku Latyńskiego. Przydomek zawdzięczał imieniu swojego dziadka.